# Mannan
Mannan – rodzaj polisacharydów pochodzenia roślinnego zbudowanych z reszt mannozy. Mannan w ostatnim etapie biosyntezy streptomycyny indukuje działanie streptymycynazy - enzymu rozkładającego streptomycynę B (produkt uboczny) do streptomycyny A (pożądany produkt - antybiotyk).